# Starověká ekonomie
Starověká ekonomie se ve všech říších obecně zakládala na kořisti, poplatcích a daních, které dobyvatelé požadovali od porobených národů. Ekonomicky nejdůležitějšími říšemi této doby byly Sumer, Egypt, Řecko a Řím.

## Sumerská říše

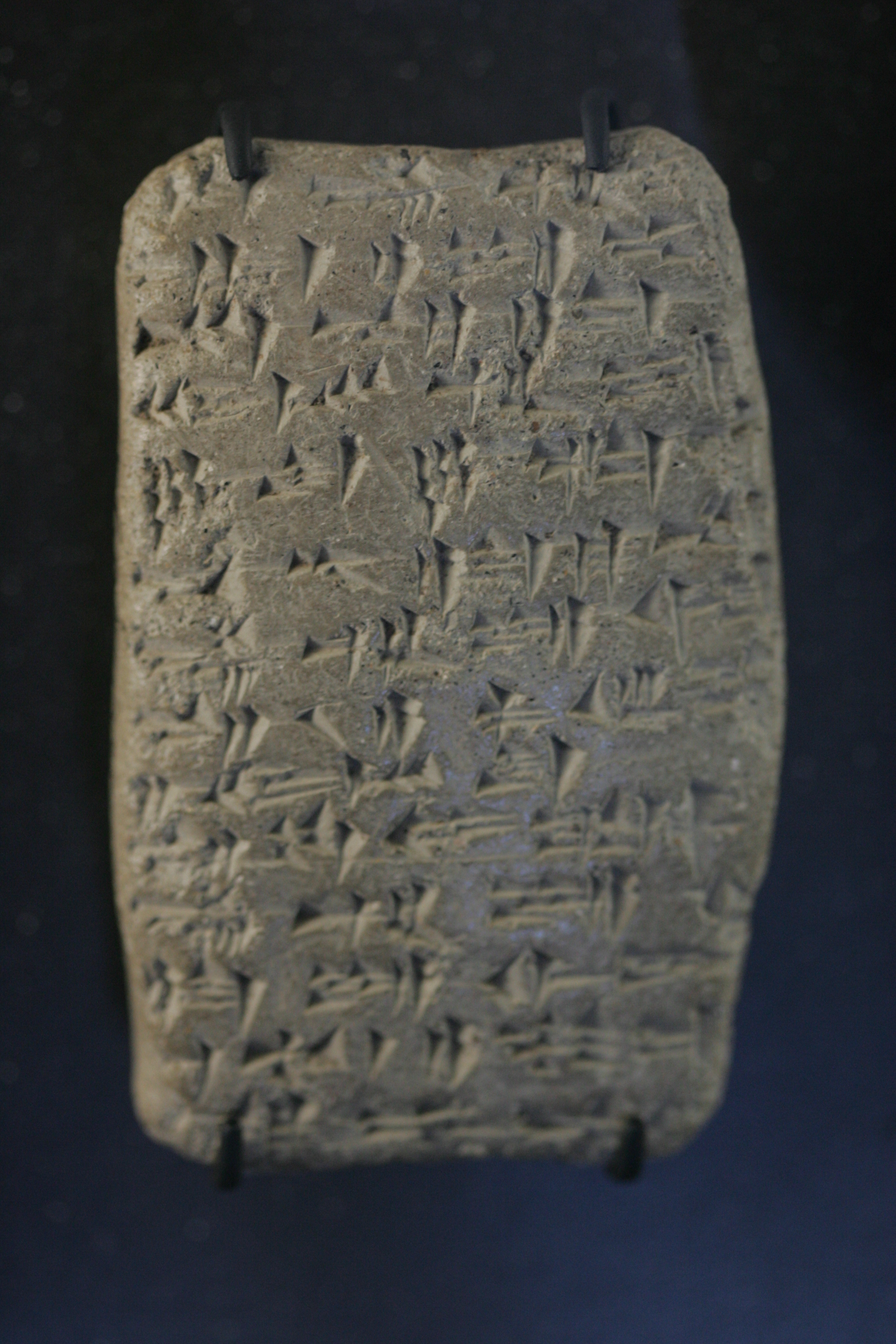
Ukázka klínového písma

Sumerové byli jednou z nejstarších civilizací na světě. Obývali území povodí řek Eufrat a Tigris, tj. území Mezopotámie. Ekonomicky se Sumerská říše opírala o vysoce produktivní zemědělství. Vysoká úrodnost byla způsobena usazeninami z Tigridu a Eufratu, které se každoročně na jaře vylily ze svých břehů.
Obecně sumerští vládcové dosahovali bohatství skrze daně, poplatky a otroctví. Přemíra finančních prostředků pak vládcům poskytovala dostatek prostoru a času na zdokonalování dalších stránek civilizace. To vedlo k vytvoření mnohem složitějšího systému dělby práce a systému ekonomické organizace. Vznikaly nové specializace a povolání, což přispělo Sumeru k ekonomickému růstu. Sumerské říši však chybělo přírodní bohatství, a tak hojně obchodovala s méně vyspělými národy. Nedostatek kamene uspíšil využívání bronzu a mědi, které se na trhu dovážených materiálů staly jeho silným konkurentem. Měď se postupem času ukázala být v mnoha směrech hospodárnější, a tak se hutnictví, které se staralo o její zpracovávání, stalo důležitou složkou sumerské ekonomie. Díky expedicím za účelem hledání surovin se sumerská kultura rozšířila za hranice říše a podnítila ekonomický i kulturní rozvoj dalších civilizací, např. v Egyptě, v údolí Indu nebo ve východním Středomoří.
Okolo roku 3 000 př. n. l. bylo Sumery vynalezeno písmo. Jednalo se o ekonomickou potřebu, jelikož původním účelem písma bylo vedení záznamů o vybírání daní a poplatků v podobě zemědělských výrobků. Z jednoduchých piktogramů, které k těmto účelům sloužily, později vzniklo klínové písmo.

## Egypt
Ekonomické podmínky v Egyptě byly úzce spojeny s hospodářstvím na Nilu. Na síle vzestupu hladiny Nilu závisela úroda a následná sklizeň, od čehož se odvíjely daně pro zemědělce, které se vypočítávaly podle úrovně, již voda dosáhla na tzv. nilometrech, postavených podél řeky. Nil byl také důležitou dopravní tepnou umožňující nejen transport po Egyptě, nýbrž zároveň i spojení se Středozemním mořem a Núbií, což výrazně ovlivnilo možnost obchodu.

## Antika
Kořistnický charakter starověkých říší spíše přispíval modernizaci válečných prostředků než obecnému vývoji nových technologií. I přes to, že se vládní politika soustředila na vývoj dobyvatelských prostředků, došlo k menším inovacím např. v rozvíjející se oblasti zemědělství. V helénské době v Řecku a za říše římské vznikaly stohy pojednání o zemědělských činnostech i s návodem na zvýšení výnosů. Navzdory téměř úplnému zastavení technologického vývoje byla ekonomická výkonnost starověkých říší pozoruhodná. Dobyvatelské či organizované obchodní expedice zapříčinily šíření dosavadních technologií a příchod nových zdrojů. Explicitní formulování občanského práva a zavádění zvykového práva do dalších částí světa usnadnilo hladké fungování politiky, růst obchodu, a tím pádem i dělbu práce a šíření regionálních specializací.

### Starověké Řecko
Řekové do Středozemí přišli původně ze severu, kde se věnovali především zemědělství, které bylo úzce spjato s otroctvím, ovšem skalnatý charakter jejich nové vlasti je brzy přinutil k mořeplavectví, díky němuž měli možnost doplňovat svou nevelkou zemědělskou produkci. Postupem času se z Řeků stali zdatní mořeplavci, obchodníci a řemeslníci, zejména pak hrnčíři a kováři, jejichž zboží bylo vyhlášené a prodávalo se s vysokým ziskem po celé oblasti klasické civilizace.
V polovině 8. stol. př. n. l. podnikali Řekové kolonizační plavby, jejichž výsledkem bylo založení nových řeckých měst po celém Středozemí. Vznik těchto měst sloužil hned několika ekonomickým účelům. Nově získané území umožnilo geografické přerozdělení obyvatelstva, a tím vyřešilo problém přelidnění, se kterým se Řecko potýkalo. Další výhodou bylo, že nová města se často nacházela v úrodných zemědělských oblastech, odkud se dalo do Athén dovážet obilí a další zemědělské produkty. Zároveň pak tyto nově nabyté oblasti vytvářely odbytiště pro zboží z Athén, čímž docházelo k civilizování domorodého obyvatelstva sousedních zemí.
Athény, jako jiná hlavní města, plnily řadu finančních a obchodních funkcí. V embryonální podobě se totiž již ve starověkém Řecku vyskytovaly pojišťovny, banky, akciové společnosti a řada dalších ekonomických institucí, které typicky sídlily ve velkých městech. Rychlý vývoj komerční a finanční oblasti ulehčil příchod vynálezu ražených peněz. Mince následně výrazně ulehčily obchodní transakce. S ražbou mincí byl pak přímo spojen rozmach v těžbě stříbra. Státní athénské stříbrné doly v Lauriu na Attickém poloostrově poskytovaly státu nepostradatelný finanční zdroj.

#### Myslitelé
Jedním z nejdůležitějších jmen v historii ekonomie je Xenofón (430 př. n. l. – 355 př. n. l.), který ve svém díle Oikonomikus pojmenoval ekonomii. Ekonomie přesto nebyla vnímána jako samostatná věda, nýbrž jako součást filosofie. Xenofón byl Sokratovým žákem a zároveň současníkem známějšího Platóna. Často bývá označován jako nedemokratický filozof, jelikož chválil formu vlády ve Spartě, za což byl následně vyhoštěn z Athén. Ve svých knihách šířil myšlenku aktivního zásahu státu do ekonomiky. Za stavební kámen ekonomiky považoval otroky z podrobených států. Ve svém díle také poprvé nastínil myšlenku dělby práce.
Dalším velkým jménem je již zmíněný Platón (427 př. n. l. – 347 př. n. l.), který byl z ekonomického hlediska známý díky svému dílu Ústava, kde obhajoval společné vlastnictví a kontrolu státu nad penězi, díky čemuž byla podle něj zaručena stabilita ekonomiky. Zároveň odmítal válku, která dle jeho názoru naopak způsobovala nestabilitu. Známý je také pro svou teorii dělby práce, ve které rozdělil společnost do třech tříd – vládci, vojáci a pracující lidé. Peníze považoval za pouhý symbol vytvořený státem.
Platónovu myšlenku společného vlastnictví odmítal Aristotelés (384 př. n. l. – 322 př. n. l.), který do ekonomie přispěl díly Politika a Etika Nikomachova. Ve svých dílech se často zabýval otázkou funkce peněz. Na rozdíl od Platóna tvrdil, že peníze vznikly spontánně s rozvojem obchodu a mají tedy i vlastní hodnotu. Aristotelés šířil myšlenku soukromého vlastnictví, sám ho ale dělil na přirozenou a nepřirozenou formu. Soukromé vlastnictví bylo přirozené, pokud pomáhalo hospodáři zajistit živobytí pro rodinu, naopak o nepřirozenou formu se jednalo tehdy, když bylo účelem hromadění bohatství. Aristotelés proto oddělil od ekonomiky chrematistiku. Cílem ekonomiky byla podle něj výroba zboží a byla tak typická pro zemědělce, chrematistika byla pak typická pro obchodníky a jejím záměrem byly peněžní zisky.

### Starověký Řím
Ekonomika klasické civilizace vyvrcholila v 1. a 2. stol. n. l. pod nadvládou Říma. Římané byli původně zemědělci, zejména menší rolníci. Ovšem Řím od Řeků přejal helénskou kulturu a spolu s ní i helénskou ekonomickou výkonnost a instituce. S územní expanzí Říma se šířily řecké prvky ekonomiky, umožňující značnou svobodu podnikání.
Obrovským příspěvkem Říma k ekonomickému rozvoji byl pax romana, tj. dlouhé období míru v oblasti Středozemního moře, které umožnilo rozvoj obchodu za nejpříznivějších podmínek. Pax romana měl také za důsledek růst počtu obyvatel. Takřka zmizelo i pirátství a Středozemní moře bylo v této době nejdůležitější dopravní a obchodní tepnou.
Na konci 2. stol. n. l. došlo ke germánské invazi. Státní pokladna byla v neustálém platebním deficitu, tudíž docházelo k postupné inflaci a pokrývání dluhů znehodnoceným oběživem. Ekonomické problémy se pokusil řešit císař Dioklecián, který na začátku 4. stol. n. l. nařídil zákonnou kontrolu cen a mezd a reorganizoval státní aparát a finanční a berní soustavu. Jeho reformy a reformy jeho nástupce císaře Konstantina I. Velikého načas podepřely stavbu impéria, avšak daňové zatížení se stále zvyšovalo a spočívalo na středních a nízkých vrstvách obyvatel, zatímco šlechta byla od daní osvobozena. Obchod byl negativně ovlivněn invazí barbarů a opětovným pirátstvím, přičemž státní moc byla pod vlivem korupce. Ve 3. stol. n. l. už byla inflace tak vysoká, že daňové příjmy nestačily pokrývat výdaje na armádu a státní aparát. Počet obyvatel začal klesat a říše nakonec pod vahou neúnosných výdajů zanikla.

#### Myslitelé
Římané byli velmi silně ovlivněni myšlením Řeků, proto nejčastěji spíše opisovali jejich myšlenky. Více se pak ale zaměřovali na praxi a psali pro zemědělce různé manuály a praktické rady. V Římě také platilo, že základním kamenem ekonomiky byli otroci.
Za jednoho z nejvýznamnějších myslitelů v oblasti zemědělství byl považován Lucius Iunius Moderatus Columella (4 n. l. – 70 n. l.). Nezabýval se pouze teorií, sám byl aktivním zemědělcem. Ve svých dílech De re rustica (O zemědělství) a De arboribus (O stromech) dával zemědělcům praktické rady.
Dalším, kdo se zabýval praxí zemědělství, byl Marcus Portius Cato (234 př. n. l. – 149. př. n. l.). Obhajoval postavení zemědělství a shazoval důležitost obchodu. Jeho kniha De agri cultura (O rolnictví) byla pojata jako manuál pro zemědělce a rolníky. Zároveň je toto dílo považováno za první dochovanou prózu psanou v latině.